# Grotte du Renard
La grotte du Renard est une grotte située à Marseille, dans le département français des Bouches-du-Rhône, en région Provence-Alpes-Côte d'Azur, à l'aplomb de la falaise du Renard, près du cap Morgiou.
Au même titre que d'autres cavités sensibles de ce secteur du massif des calanques, telles que la grotte de la Triperie, la grotte du Figuier et la grotte Cosquer, elle fait l’objet d’un classement au titre des monuments historiques depuis le 2 septembre 1992. La cavité est constituée d'une galerie rectiligne et noyée à 9 mètres sous la surface de la mer. Elle débouche après quarante mètres dans une salle exondée.